# Marvin Weinberger
Marvin Weinberger (4 aprile 1989) è un ex calciatore austriaco, di ruolo attaccante.

## Carriera
Debutta nella Bundesliga austriaca il 23 agosto 2009 contro l'Austria Vienna.

## Palmarès
- Coppa d'Austria: 1

Sturm Graz: 2009-2010
- Campionato austriaco: 1

Sturm Graz: 2010-2011